# Caloenas maculata
Pombo-verde-malhado ou pombo-pontilhado (nome científico:Caloenas maculata) é uma espécie de pombo de proveniência desconhecida e presumido extinto. Foi mencionado e descrito pela primeira vez em 1783 por John Latham, que afirmou ter visto dois espécimes e um desenho retratando a ave. Suas relações taxonômicas permaneceram obscuras por muito tempo. Cientistas antigos sugeriram muitas possibilidades, mas a ideia de que a espécie era próxima do pombo-de-nicobar prevaleceu, sendo por isso classificada no gênero Caloenas. Restou hoje apenas um único exemplar, mantido no World Museum, em Liverpool. Negligenciado durante grande parte do século XX, só foi reconhecido como espécie válida pela Lista Vermelha da IUCN em 2008. Um estudo genético realizado em 2014 confirmou-o como uma espécie distinta relacionada com o pombo-de-nicobar, e mostrou que os dois eram os "primos" mais próximos dos extintos dodô e solitário-de-rodrigues.
O espécime sobrevivente mede 32 cm de comprimento, e tem uma plumagem marrom-escura com um brilho verde. As penas do pescoço são alongadas, e na maioria das penas das partes superiores e das asas há uma mancha amarelada na ponta. Ele tem uma bico preto com a ponta amarela, e a extremidade da cauda tem uma faixa pálida. Possui pernas relativamente curtas e asas longas. Pensava-se que tinha uma carúncula na base do bico, mas não há nenhuma evidência dessa característica. Ao contrário do pombo-de-nicobar, que é principalmente terrestre, as características físicas do Caloenas maculata sugerem que tinha hábitos arbóreos e se alimentava de frutas. Pode ter sido nativo de uma ilha em algum lugar no sul do Oceano Pacífico ou no Índico, e em 1928 foi levantada a possibilidade de que uma ave chamada de titi por nativos do Taiti tenha sido este pombo. Os cientistas acreditam que já estava perto da extinção na época da chegada dos europeus na sua área nativa, e pode ter desaparecido devido à caça excessiva e predação por animais introduzidos.

## Taxonomia

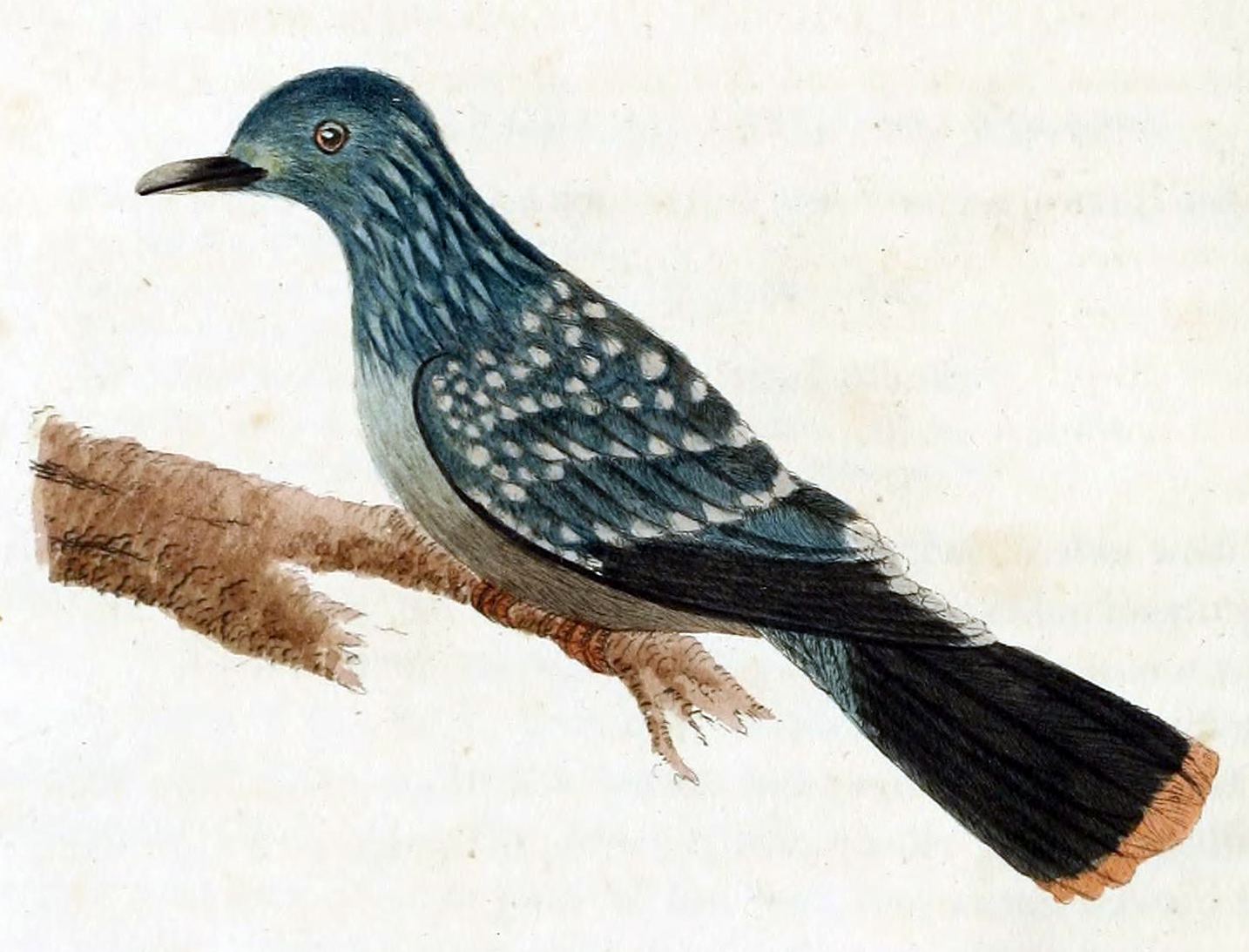
Ilustração de John Latham para a obra A General History of Birds, 1823

O pombo-verde-malhado ou pombo-pontilhado foi mencionado e descrito pela primeira vez na obra do ornitólogo inglês John Latham A General Synopsis of Birds, publicada em 1783. Nela, o autor afirma que viu dois exemplares: um na coleção do major britânico Thomas Davies e o outro na do naturalista Joseph Banks. Não se sabe ao certo como os espécimes foram parar nesses acervos, e a origem deles é desconhecida. O fato de Banks ter recebido muito material do explorador britânico James Cook, e Davies de seus contatos em Nova Gales do Sul, Austrália, fez com que fosse levantada a hipótese de que a ave é originária do Pacífico sul, embora não haja registros confirmando essa suposição. Após a morte de Davies, seu espécime foi comprado por Edward Smith-Stanley, 13.º Conde de Derby, em 1812, que o manteve no Knowsley Hall. A coleção Smith-Stanley foi transferida para o Derby Museum em 1851, onde o espécime, na época empalhado na posição original (talvez taxidermizado pelo próprio Davies), foi preparado para ser incluído numa coleção científica de aves. O museu viria a se tornar o World Museum de Liverpool, local que atualmente abriga o pombo (numerado como WML 3538). O exemplar de Banks encontra-se perdido nos dias de hoje. Latham também mencionou um desenho do pombo na coleção Ashton Lever, mas não se sabe qual espécime serviu de modelo para a ilustração; pode ter sido qualquer um dos dois, ou até um terceiro indivíduo. Latham incluiu um desenho do pombo na sua obra A General History of Birds (1823), e, embora não se saiba qual foi o modelo de sua ilustração, ela difere do espécime de Davies em alguns detalhes. É possível que tenha sido feita com base no desenho da Coleção Leveriana, uma vez que Latham afirmou que a ilustração mostrava a ponta da cauda de cor de ferrugem escura, uma característica também retratada em seu próprio desenho.

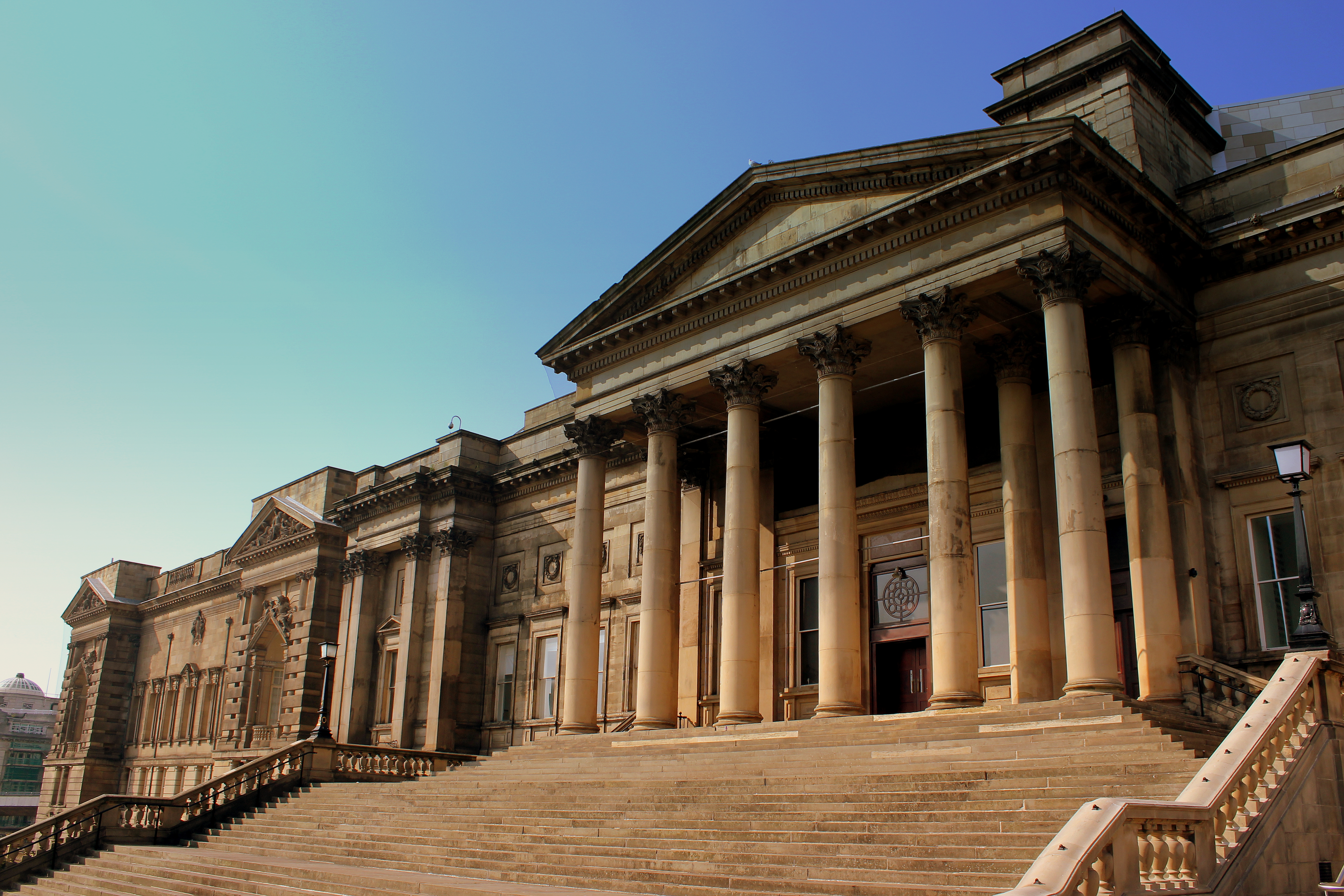
World Museum, Liverpool, onde o único exemplar está guardado

O pombo foi nomeado cientificamente por Johann Friedrich Gmelin em 1789, com base na descrição de Latham. O nome binomial original, Columba maculata, significa "pombo manchado" em latim. O próprio Latham aceitou este nome, e o utilizou na sua obra Index ornithologicus em 1790. Uma vez que Latham parece ter baseado sua descrição de 1783 no espécime de Davies, este, portanto, pode ser considerado o espécime holótipo da espécie. Mais tarde, pesquisadores questionaram a validade e os parentescos da espécie; James Francis Stephens sugeriu que ele pertencia ao gênero Ptilinopus em 1826, e Johann Georg Wagler, por sua vez, levantou a possibilidade de que se tratasse de um jovem pombo-de-nicobar (Caloenas nicobarica) em 1827. Tommaso Salvadori listou a ave num apêndice sobre "espécies duvidosas de pombos, que ainda não foram identificados" em 1893. Em 1898, Henry Ogg Forbes apoiou a validade da espécie, depois de examinar exemplares do pombo-de-nicobar e concluir que nenhum se parecia com o Caloenas maculata em qualquer estágio de desenvolvimento. Ele, portanto, a considerou uma espécie distinta do mesmo gênero do pombo-de-nicobar, Caloenas. Em 1901, Walter Rothschild e Ernst Hartert concordaram que o pombo pertencia aos Caloenas, mas sugeriram que era, provavelmente, uma "anormalidade", embora houvesse o registro de mais de um espécime.
Ao longo do século XX, o pombo foi apenas esporadicamente mencionado na literatura; pouca informação nova foi publicada e ele permaneceu um enigma. Em 2001, Errol Fuller sugeriu que a ave tinha sido historicamente negligenciada porque Rothschild (um ávido colecionador de aves raras) admitiu-a como uma aberração, talvez porque não era ele o dono do único espécime existente. Fuller considerou-a uma espécie extinta válida, e também cunhou um nome popular alternativo em inglês para a ave: "Liverpool pigeon" (o nome mais comum é "Spotted green pigeon"). Como o aval de Fuller, a BirdLife International listou o pombo como "Extinto" na Lista Vermelha da IUCN em 2008; até então era tido como "não reconhecido". Em 2001, o ornitólogo David Gibbs afirmou que o pombo era apenas superficialmente semelhante ao pombo-de-nicobar, e possivelmente distinto o suficiente para justificar seu próprio gênero (relacionado com Ptilinopus, Ducula, ou Gymnophaps). Ele também levantou a hipótese de que a ave poderia ter habitado uma ilha no Pacífico, baseado em histórias contadas por moradores do Taiti em 1928 a cerca de um pássaro salpicado de verde e branco chamado titi. O paleontólogo David Steadman contestou esta ideia numa resenha do livro, ressaltando que titi é uma palavra onomatopoeica (que se assemelha ao som emitido por um animal) usada especialmente para alguns tipos da aves marinhas (membros da família Procellariidae) no leste da Polinésia. Os ornitólogos Julian Hume e Michael Walters, escrevendo em 2012, concordaram com Gibbs que a ave deve ter um gênero só para si.

### Evolução

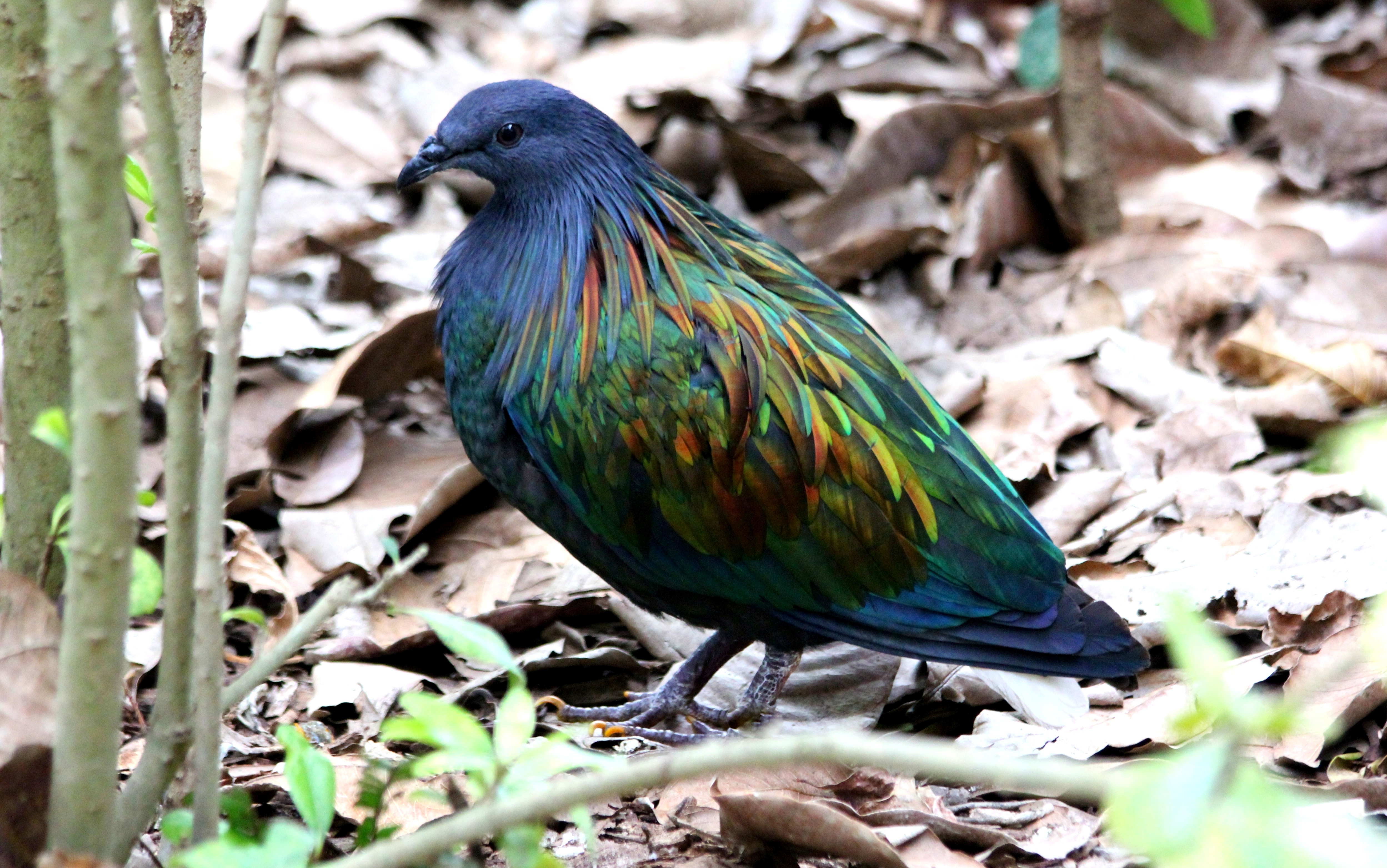
O pombo-de-nicobar pertence ao mesmo gênero

Em 2014, uma análise de DNA antigo feita pelo geneticista Tim H. Heupink e colaboradores comparou os genes do único espécime de Caloenas maculata com os de outros pombos, com base em amostras extraídas a partir de duas das suas penas. Uma das árvores filogenéticas (ou cladogramas) resultantes é mostrada abaixo:
|       | Didunculus strigirostris                                          |
|       |                                                                   |
| Goura | \| \| Goura victoria \| \| \| \| \| \| Goura cristata \| \| \| \| |
|       | \| \| Goura victoria \| \| \| \| \| \| Goura cristata \| \| \| \| |
|       | Goura victoria                                                    |
|       |                                                                   |
|       | Goura cristata                                                    |
|       |                                                                   |

|  | Goura victoria |
|  |                |
|  | Goura cristata |
|  |                |

|  | Raphus cucullatus (dodô)                     |
|  |                                              |
|  | Pezophaps solitaria (solitário-de-rodrigues) |
|  |                                              |

|  | Caloenas maculata                      |
|  |                                        |
|  | Caloenas nicobarica (pombo-de-nicobar) |
|  |                                        |

|  | Raphus cucullatus (dodô)                     |
|  |                                              |
|  | Pezophaps solitaria (solitário-de-rodrigues) |
|  |                                              |

|  | Caloenas maculata                      |
|  |                                        |
|  | Caloenas nicobarica (pombo-de-nicobar) |
|  |                                        |

|       | Didunculus strigirostris                                          |
|       |                                                                   |
| Goura | \| \| Goura victoria \| \| \| \| \| \| Goura cristata \| \| \| \| |
|       | \| \| Goura victoria \| \| \| \| \| \| Goura cristata \| \| \| \| |
|       | Goura victoria                                                    |
|       |                                                                   |
|       | Goura cristata                                                    |
|       |                                                                   |

|  | Goura victoria |
|  |                |
|  | Goura cristata |
|  |                |

|  | Raphus cucullatus (dodô)                     |
|  |                                              |
|  | Pezophaps solitaria (solitário-de-rodrigues) |
|  |                                              |

|  | Caloenas maculata                      |
|  |                                        |
|  | Caloenas nicobarica (pombo-de-nicobar) |
|  |                                        |

|  | Raphus cucullatus (dodô)                     |
|  |                                              |
|  | Pezophaps solitaria (solitário-de-rodrigues) |
|  |                                              |

|  | Caloenas maculata                      |
|  |                                        |
|  | Caloenas nicobarica (pombo-de-nicobar) |
|  |                                        |

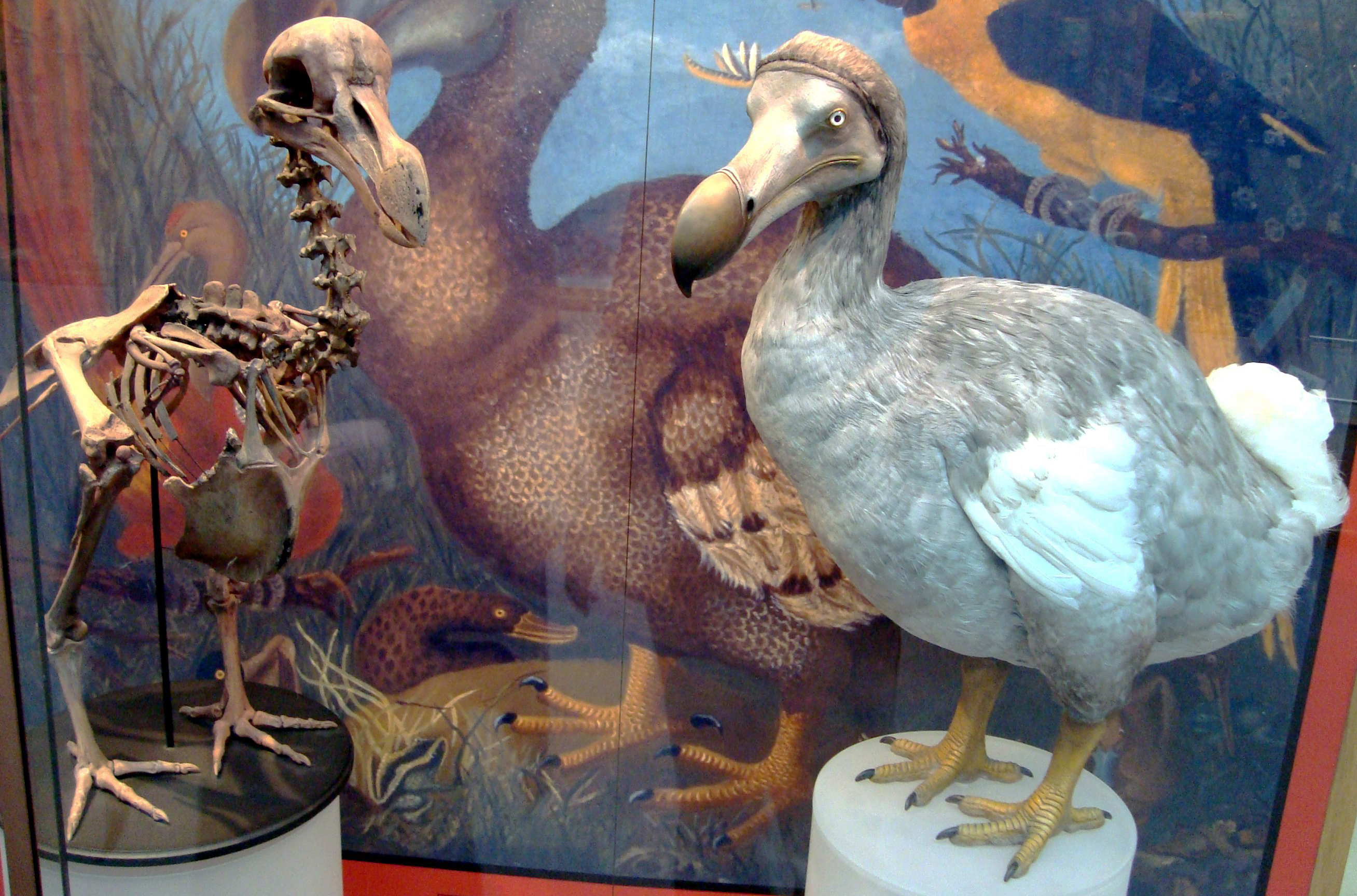
O dodô está entre os "primos" mais próximo de Caloenas maculata

Caloenas maculata mostrou-se mais próximo do pombo-de-nicobar. A distância genética entre eles era maior do que é vista entre outras espécies de pombos, mas semelhante à distância entre espécies diferentes dentro do mesmo gênero. Isto confirmou que os dois eram espécies distintas do mesmo gênero, e que o C. maculata pertenceu a um táxon único extinto. O gênero Caloenas foi colocado em um clado mais amplo no qual a maioria dos membros possui uma mistura de características arbóreas (que vivem em árvores) e terrestres (que habitam o solo). O fato dos Caloenas terem sido colocados num clado morfologicamente diversificado pode explicar a razão pela qual muitas relações diferentes terem sido previamente propostas para os membros do gênero. Uma terceira espécie do gênero Caloenas, o C. canacorum, só é conhecida a partir de subfósseis descobertos na Nova Caledônia e Tonga. Esta espécie era maior do que os dois outros membros do gênero, por isso é improvável que represente a mesma espécie do C. maculata. A possibilidade de que esta última tenha sido um híbrido entre outras espécies pode também ser desconsiderada com base nos resultados genéticos.
A distribuição do pombo-de-nicobar e do C. canacorum (que não parecem ter tido habilidades de voo diminuídas) sugere a dispersão de ilha em ilha, e uma origem para o C. maculata na Oceania ou sudeste asiático. O fato dos parentes mais próximos dos Caloenas serem a subfamília extinta Raphidae (demonstrado antes num estudo de 2002), que consiste no dodô de Maurício e o solitário-de-rodrigues de Rodrigues, indica que o C. maculata também poderia ter se originado em algum lugar no Oceano Índico. De qualquer maneira, parece mais provável que a ave habitava uma ilha, tal como seus "primos". A posição dos pombos Caloenas num clado na base da linhagem que leva aos Raphidae indica que os antepassados do dodô e do solitário-de-rodrigues foram capazes de voar, e chegaram às ilhas Mascarenhas por "passeios" pelas ilhas do sul da Ásia.

## Descrição
A descrição da espécie feita por John Latham em 1823 para a sua obra A General History of Birds, expandida a partir da que consta em A General Synopsis of Birds, afirma que a ave tinha:

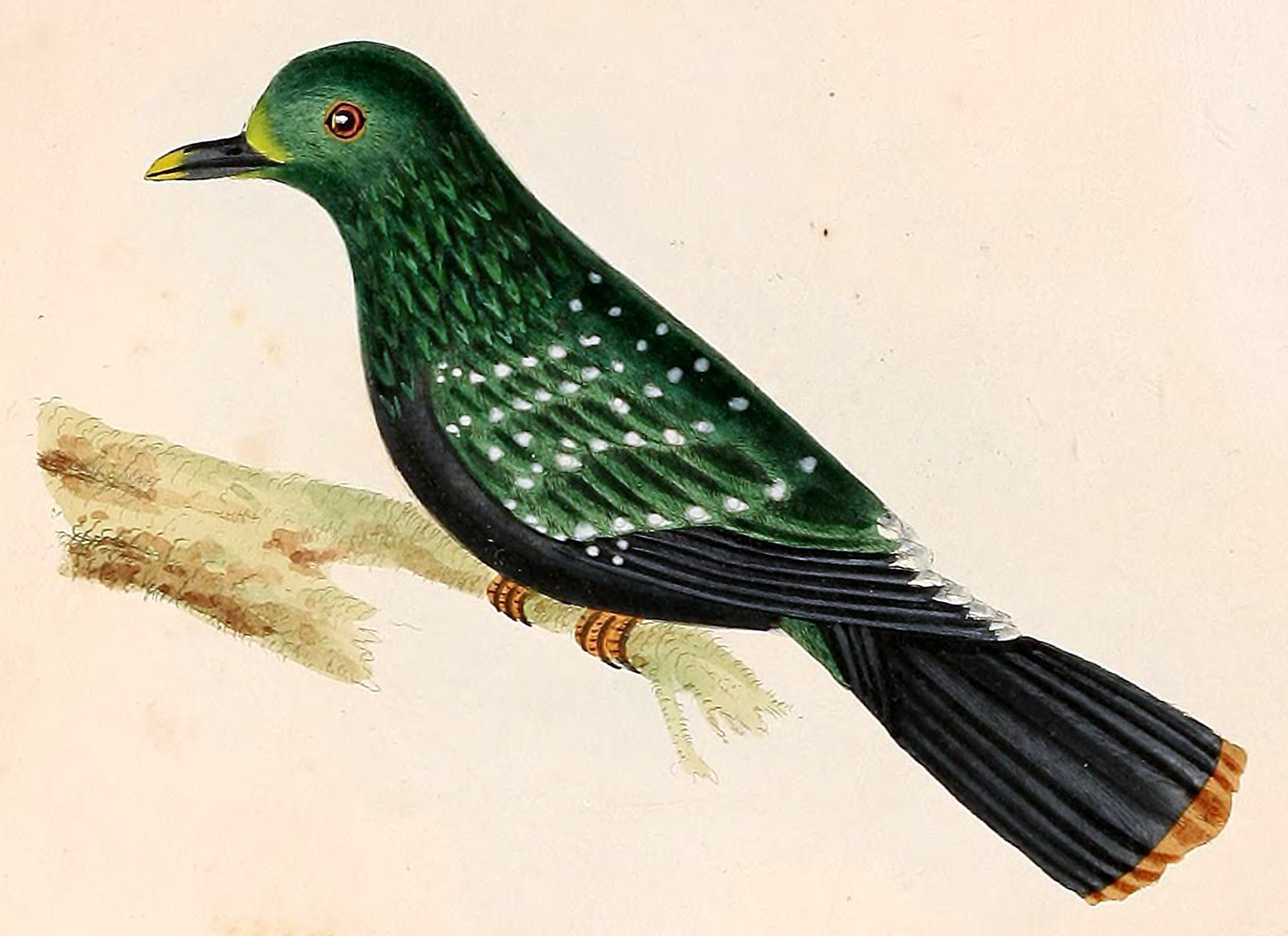
Versão alternativa do desenho de Latham de 1823. Note as asas longas

Doze polegadas de comprimento. Bico preto, com a ponta amarelo pálido; ao redor dos olhos praticamente sem penas; cor geral da plumagem verde escuro e brilhante; a cabeça e o pescoço são mais escuros que o restante do corpo, e de uma única cor; as penas do pescoço são longas e estreitas, como as penas eriçadas de um galo; cada uma das penas das asas e escápulas têm na extremidade uma mancha branca-acinzentada muito pálida, com um prolongamento ascendente mais ou menos triangular: as penas maiores das asas e a cauda são pretas; as penas da primeira têm a ponta branca-acinzentada, e as da última branca ferruginosa, até mesmo no final; abdome, coxas e crisso pretos: as pernas são marrons, e as canelas cobertas até a metade com penugem; garras pretas. Vimos apenas dois espécimes; um na coleção do general Davies, o outro em posse de Sir Joseph Banks. No desenho de um exemplar na coleção de Sir Ashton Lever, a extremidade da cauda é ferruginosa escura.
Por muito tempo, a literatura científica sobre o pombo apenas repetiu as descrições de Latham, acrescentando pouca informação nova, até que Gibbs publicou uma descrição mais detalhada em 2001, seguido por Hein van Grouw, curador do museu, em 2014. O espécime sobrevivente mede 32 cm de comprimento, mas exemplares para estudo às vezes são esticados ou comprimidos durante a taxidermia, e, portanto, esta medida pode não refletir o tamanho da ave viva. O peso não foi registrado. O pombo parece ter sido menor e mais esbelto que o pombo-de-nicobar, que chega a 40 centímetros, e o Caloenas canacorum parece ter sido 25% maior do que este último. Com 12,6 cm de comprimento, a cauda é maior do que a do pombo-de-nicobar, mas a cabeça é proporcionalmente menor. O bico tem 2 centímetros, e o tarso mede 3,3 cm. Embora as asas do espécime aparentam ser curtas e arredondadas, e terem sido descritas como tendo 17,5 cm de comprimento, van Grouw descobriu que as cinco penas primárias exteriores foram arrancadas de cada uma das asas, e sugeriu que as asas eram cerca de 5 cm mais longas na ave viva, atingindo cerca de 22,5 cm no total. Este achado está de acordo com a ilustração de Latham feita em 1823, que mostra um exemplar com asas mais longas.

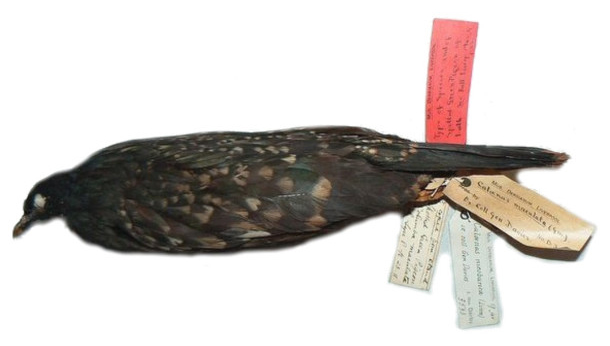
Vista lateral do único exemplar que restou

O bico do espécime é preto com a ponta amarelada, e a cera também é preta, com as penas no lado superior quase atingindo as narinas. A região loral é nua, e a parte superior da cabeça é preta-fuligem. O resto da cabeça é principalmente marrom escuro. As penas da nuca e do pescoço são ligeiramente bifurcadas e têm um brilho verde escuro, este último com reflexos acobreados. As penas do pescoço são alongadas, e alguns delas, nas laterais e na parte inferior, têm manchas mais claras perto das pontas. A maior parte das penas nas partes superiores e asas são marrom escuro ou preto-amarronzado com um brilho verde escuro. Quase todas estas penas têm uma mancha amarelada lustrosa triangular em suas pontas. As manchas são quase esbranquiçadas em algumas das penas escapulares e escuras e de limites imprecisos nas penas primárias. A parte inferior das asas é preta e as penas de voo amarronzadas, as quais têm uma faixa ou mancha pálida nas pontas. O peito é preto-amarronzado com um brilho verde fraco. A cauda é negra com um brilho verde escuro, marrom escuro na parte inferior, com uma faixa estreita cor de canela na extremidade. Este detalhe difere da ponta de cauda cor de ferrugem aparentemente retratada no desenho de propriedade de Lever, e da própria ilustração de Latham. As pernas são pequenas e delgadas, têm dedos longos, grandes garras, e um tarso relativamente curto, enquanto que o pombo-de-nicobar tem garras mais curtas e um tarso mais longo.

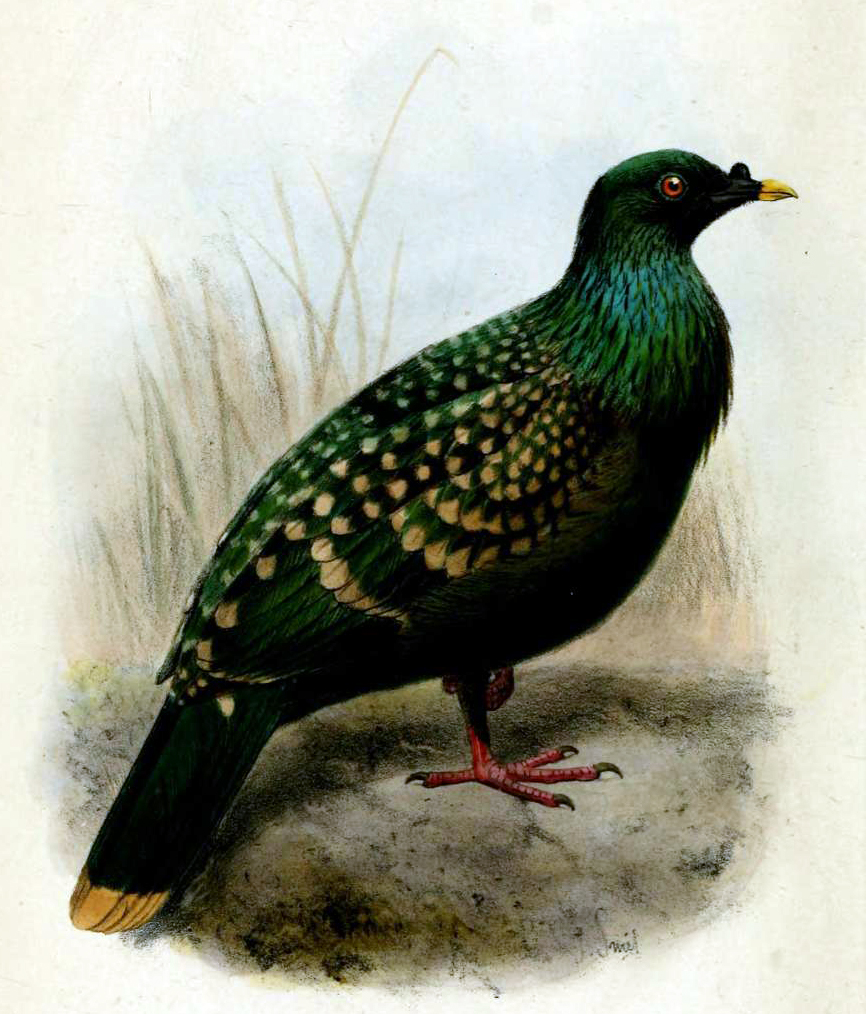
Ilustração de Joseph Smit (1889), incorretamente retratando a ave com uma carúncula no bico

Ao examinar o espécime, van Grouw notou que as pernas tinham sidos arrancadas num determinado ponto e depois recoladas numa posição diferente da natural. A área das pernas cobertas com penas, por conseguinte, situava-se na face interior do tarso superior na ave viva, e não na exterior. A ilustração que acompanha o artigo de Forbes de 1898 apresenta as penas no lado exterior, e retrata as pernas rosadas, quando na verdade são amarelas. O Caloenas maculata tem sido por vezes descrito como tendo uma carúncula na base do bico, semelhante à do pombo-de-nicobar. Esta ideia parece ter se originado com Forbes, que retratou o pombo com esse detalhe, talvez devido à sua convicção de que era uma espécie de Caloenas. E o pombo foi representado com a carúncula até bem recentemente, em 2002. Isto apesar do fato de que o espécime sobrevivente não possui carúncula, e Latham nunca mencionou ou descreveu tal característica, por isso as representações de Forbes são provavelmente incorretas. Os olhos artificiais do espécime foram removidos quando ele foi convertido numa pele para estudo científico, mas a presença de tinta vermelha ao redor da órbita direita sugere que originalmente seus olhos eram vermelhos. Não se sabe se isso representa a cor natural do olho da ave, mas os olhos também foram retratados como vermelhos na ilustração de Latham, que não parece ter sido baseado no espécime existente. Forbes tinha descrito a íris como laranja e a pele ao redor do olho como verde, mas provavelmente isso foi apenas uma especulação dele.
As manchas triangulares do Caloenas maculata não são únicas entre os pombos, elas também são vistas na pomba-do-orvalho (Columba maculosa) e no pombo-malhado (C. guinea), e resultam da falta de deposição de melanina durante seu desenvolvimento. As manchas amarelo-claras estão muito desgastadas, enquanto que penas menos desgastadas têm pontas brancas; isso indica que as primeiras surgiram durante a vida ou são parte de um estágio diferente da plumagem, e que as últimas eram as mais novas. A plumagem do C. maculata distingue-se por ser muito macia em comparação com a de outros pombos, talvez devido às penas do corpo serem proporcionalmente longas. As penas longas e estreitas no pescoço não eram tão compridas como as do pombo-de-nicobar, e elas não diferem das dos outros pombos em sua microestrutura. A plumagem também é distinta por ser muito pigmentada, exceto nas pontas das penas, e até mesmo a parte de baixo era escura, ao contrário da maioria das outras aves (uma característica geralmente vista numa plumagem aberrante).
Embora a plumagem do Caloenas maculata assemelhe-se a do pombo-de-nicobar em alguns aspectos, ela também é similar a de espécies do gênero Ducula. A coloração verde-metálica é comumente encontrada entre eles, e penas longas e estreitas no pescoço também podem ser vistas no D. goliath. O D. aurorae, endêmico da Polinésia Francesa, tem penas delicadas semelhantes, e indivíduos imaturos desta espécie e da D. pacifica têm a plumagem diferente da dos aves jovens e adultos até a muda. Por conta disso, van Grouw achou que é possível que as partes inferiores de tom preto-amarronzado do único espécime sobrevivente do pombo representa a plumagem de uma ave imatura, pois os adultos de espécies semelhantes têm iridescência mais forte e brilhante. Ele sugeriu que o indivíduo mais brilhantes com partes inferiores mais pálidas e pontas das asas mais brancas, visto na ilustração de Latham, pode representar a plumagem adulta.

## Comportamento e ecologia

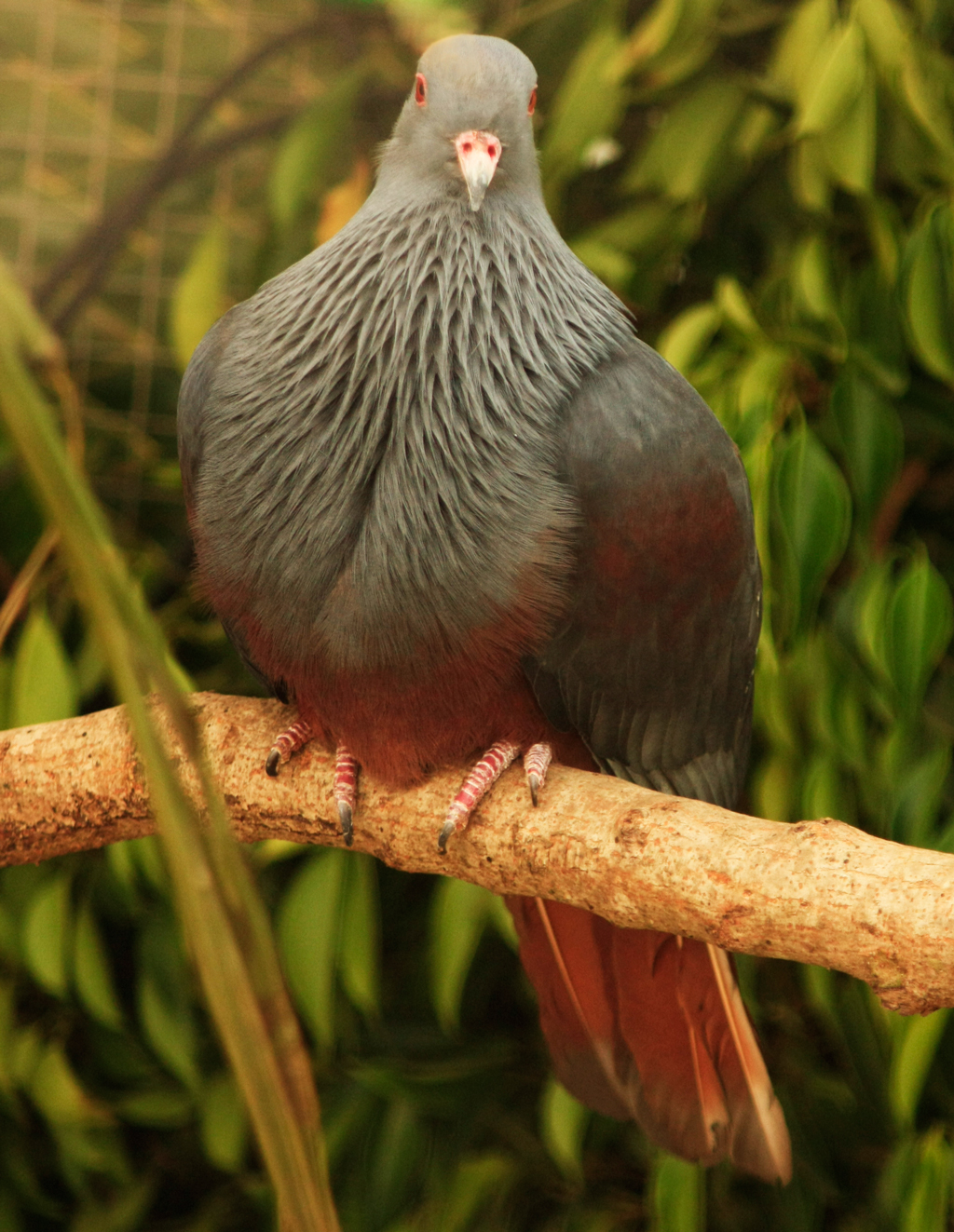
Pombos Ducula, como o D. goliath (foto), podem ter ecologia semelhante

O comportamento do pombo não foi registrado, mas hipóteses têm sido propostas com base em suas características físicas. Gibbs achou que a cauda longa e as pernas delicadas e parcialmente cobertas de penas são indícios de que a ave tinha, pelo menos parcialmente, hábitos arborícolas. Após observar que as asas não eram curtas afinal, van Grouw escreveu que a ave não era terrestre, ao contrário do seu primo próximo, o pombo-de-nicobar. Ele ressaltou que as proporções globais e o formato do corpo (cauda mais longa, pernas mais curtas, penas primárias provavelmente atingindo o meio da cauda) eram mais parecidos com os dos pombos do gênero Ducula. Por conseguinte, pode ter sido ecologicamente semelhantes àquelas aves, tendo sido igualmente bastante arbóreo, e mantendo-se no dossel florestal. Por outro lado, o pombo-de-nicobar, que é principalmente terrestre, forrageia no chão da floresta. Os olhos escuros do pombo-de-nicobar são típicos de espécies que se alimentam no chão da floresta, enquanto o bico colorido e olhos presumivelmente coloridos do Caloenas maculata são semelhantes aos de pombos frugívoros. Seus pés também são semelhantes aos dos pombos que se alimentam nas árvores. O bico delgado indica que ele se alimentava de frutos macios.
Com a crença de que as asas eram curtas e redondas, Gibbs achou que a ave não tinha muita habilidade de voo, e por isso não era nômade (periodicamente se deslocava de um lugar para outro). Apesar de que as asas mais longas podem significar melhor capacidade para voar, van Grouw também pensou que o pombo deve ter sido sedentário (ou seja, que permanece no mesmo local), que preferia não voar sobre o mar aberto, similar às espécies Ducula. Talvez tenha tido uma distribuição limitada numa ilha pequena e remota, o que pode explicar por que a sua proveniência é desconhecida.

## Extinção
O pombo muito provavelmente está extinto, e podia já estar perto da extinção na época da chegada dos europeus à sua área nativa. A espécie pode ter desaparecido devido à caça excessiva e à predação por animais introduzidos. O paleontólogo Julian Hume sugeriu que a ave pode ter sobrevivido até a década de 1820.